# Oláhlapád
Oláhlapád románul: Lopadea Veche, falu Romániában, Erdélyben, Fehér megyében.

## Fekvése
Nagyenyedtől északra, Miriszlótól nyugatra fekvő település.

## Története
Oláhlapád, Lapád Árpád-kori település. Nevét már 1299-ben említették egy birtokhatároló oklevélben p./v. Lapaad, fl. Lapad néven, mint a gyulafehérvári káptalan birtokát, enyedi uradalmával együtt, mint Miriszló határosát (Gy 2: 171).
További névváltozatai: 1499-ben Olahlapathi  1733-ban Lapad, 1760–1762 között Oláh Lápad, 1808-ban Lapád (Oláh-) h., 
Lopádea ruméneszká val, 1913-ban Oláhlapád.
A trianoni békeszerződés előtt Alsó-Fehér vármegye Nagyenyedi járásához tartozott.
1910-ben 724 lakosából 2 magyar, 722 román volt. Ebből 716 görögkatolikus volt.

## Források

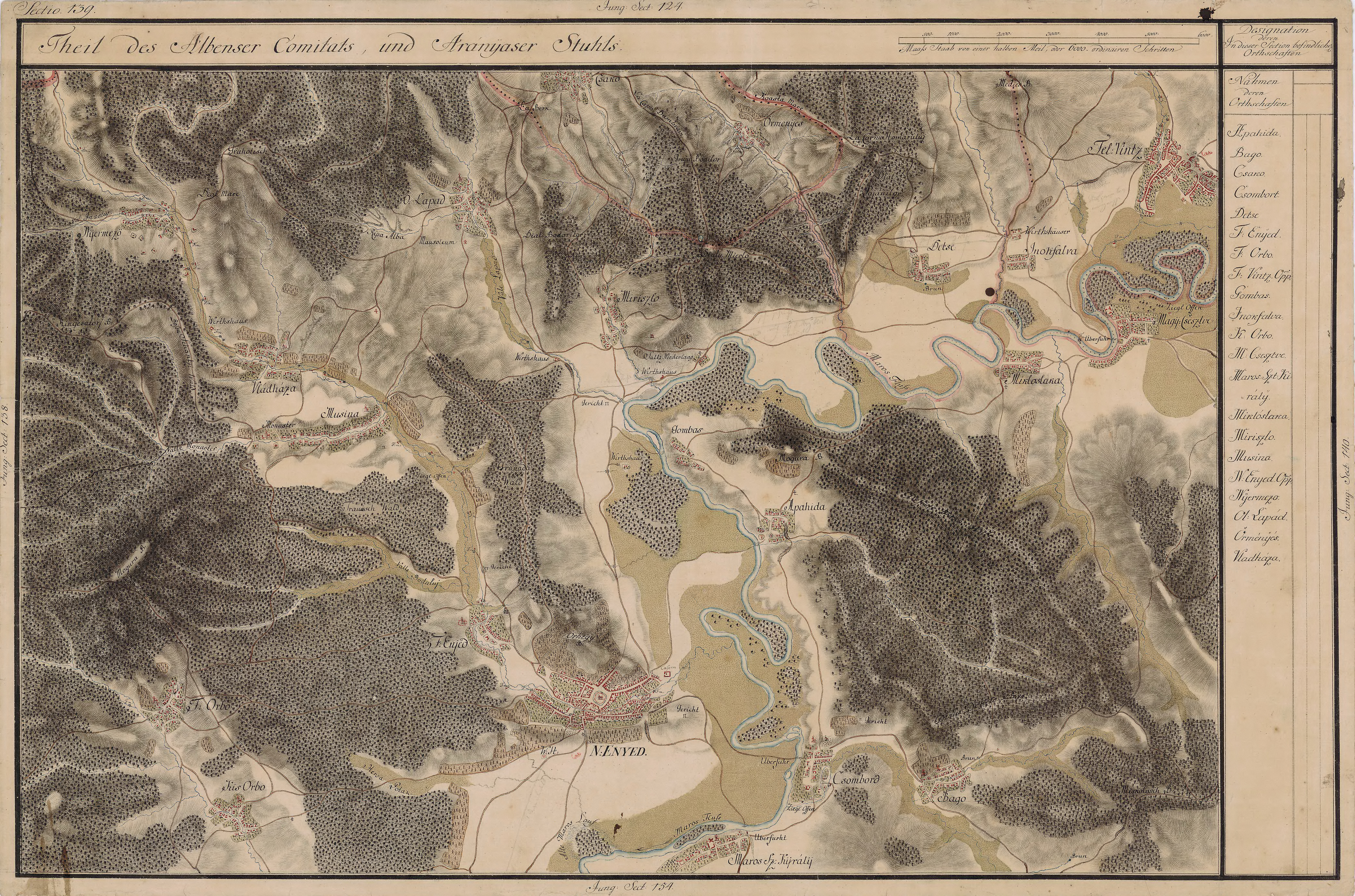
Oláhlapád egy régi térképen